# Cheiloneurus margiscutellum
Cheiloneurus margiscutellum är en stekelart som först beskrevs av Girault 1917.  Cheiloneurus margiscutellum ingår i släktet Cheiloneurus och familjen sköldlussteklar. Inga underarter finns listade i Catalogue of Life.